# Barra do Choça
Barra do Choça is een gemeente in de Braziliaanse deelstaat Bahia. De gemeente telt 31.527 inwoners (schatting 2009).

## Aangrenzende gemeenten
De gemeente grenst aan Caatiba, Itambé, Planalto en Vitória da Conquista.